# Rasă (biologie)
Rasă (sin. subspecie) reprezintă o populație sau  un grup de populații în cadrul unei specii de bacterii, de protiste, de fungi (ciuperci) de plante sau animale, caracterizate prin însușiri comune de ordin biochimic, fiziologic, morfologic, ecologic, fixate ereditar.

## În zootehnie
- Rasă amelioratoare - rasă formată în urma unei selecții artificiale sistematice, cu productivitate ridicată sau cu alte însușiri valoroase.